# ذا 74
ذا 74 هو موقع إخباري غير ربحي يركز على قضايا التعليم في الولايات المتحدة. شارك في تأسيس الموقع كامبل براون، وهو مضيف سابق في شبكة سي إن إن وناشط في مجال إصلاح التعليم. ويُشير اسم المنظمة إلى 74 مليون طفل في أمريكا تحت سن 18 عامًا. كان رومي دراكر، الذي عمل سابقًا في قسم التعليم في مدينة نيويورك تحت إدارة العمدة مايكل بلومبيرغ، هو المؤسس المشارك والرئيس التنفيذي.

## تاريخ الموقع
يقع مقر الموقع في مدينة نيويورك، وتم إطلاق الموقع في يوليو 2015.
في آب / أغسطس 2015، استضاف موقع ذا 74 قمة تعليمية في مانشستر بولاية نيوهامبشاير، حضرها الحاكم جيب بوش، وكارلي فيورينا، والحاكم جون كيسيك، والحاكم سكوت ووكر، وحاكم الولاية بوبي جيندال، والحاكم كريس كريستي ، وجميعهم من المرشحين الجمهوريين للرئاسة. وقد تم رعاية القمة من قبل الاتحاد الأمريكي للأطفال، وهي المنظمة الرائدة في مجال الدعوة للالتحاق بالمدارس في البلاد.
كما حددت الموقع قمة ثانية للتعليم في ولاية آيوا لعرض المرشحين الديمقراطيين للرئاسة بالتزامن مع إطلاق دي موين ريس، أكبر صحيفة يومية في الولاية. ومع ذلك، تم إلغاء الحدث. قال كامبل براون في مقابلة مع بوليتيكو، إن المرشحين الديمقراطيين غير راغبين في حضور هذا الحدث بسبب ضغوط من نقابات المعلمين الديمقراطيين التاريخيين المتحمسين لتحريك الحزب بعيدًا عن الإصلاحات المدرسية التي نفذت في عهد الرئيس باراك أوباما.

## التمويل
أُطلق موقع ذا 74 مع ميزانية سنوية قدرها 4 ملايين دولار. تشمل الجهات المانحة جمعية بلومبرغ الخيرية Bloomberg Philanthropies، ومؤسسة والتون فاميلي Walton Family Foundation، ومؤسسة كارنغي في نيويورك Carnegie Corporation، ومؤسسة ديك & بيتسي ديفوس فاميلي.